# 埃罗环形山
埃罗环形山（Erro）是月球背面靠近正面东侧边沿的一座大撞击坑，约形成于45.5-39.2亿年前的前酒海纪，其名称取自墨西哥天文学家、政治家暨教育改革家路易斯·恩里克·埃罗（Luis Enrique Erro，1897年-1955年），1970年被国际天文学联合会批准接受。

## 描述

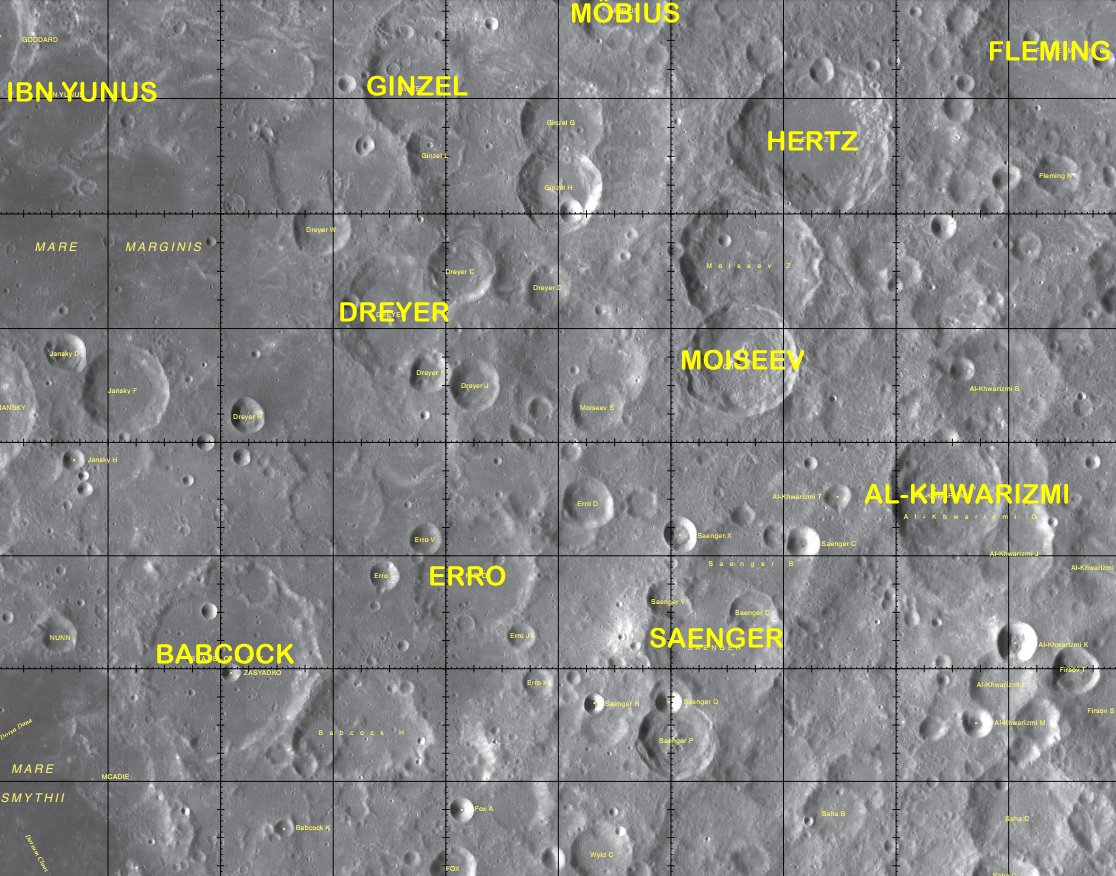
埃罗环形山的周边，月球勘测轨道飞行器拍摄。

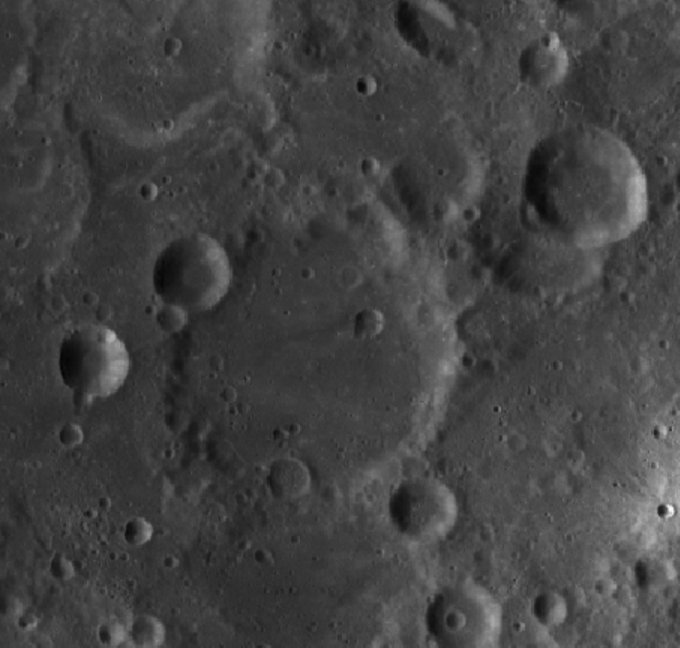
月球勘测轨道飞行器拍摄的图像

该陨坑坐落在西北和西南偏西分别连接了界海和史密斯海的不规则平原东沿，它的西南偏西方是更大的巴布科克环形山、东南偏东毗邻森格尔环形山、往西北偏西稍远则坐落了德雷耳环形山。该陨坑中心月面坐标为5°41′N 98°32′E / 5.68°N 98.54°E，直径63.75公里，深度约2.73公里。
埃罗环形山有一圈略突出于月表之上的低矮、破裂的坑壁，其中只有北面和东北侧坑壁最为完整，西北侧外壁上则切入了卫星坑埃罗 V，而南侧坑壁上则横跨了一座更小的陨石坑。埃罗环形山坑壁最大高出周边地形1240米，内部容积约为3507立方千米。坑底已被形成周边不规则平原的熔岩所淹没，形成一处平坦且几乎没有其它明显特征的表面，只有东北部覆盖有一座细小的撞击坑。
该环形山所在区域，有时在月球摄动期间，会进入地球视野范围，但只能看到它的侧面，无法看清更多的细节。

## 卫星陨石坑
按惯例，最靠近埃罗环形山的卫星坑在月图上将在其中心点旁放置一字母来标注它们。

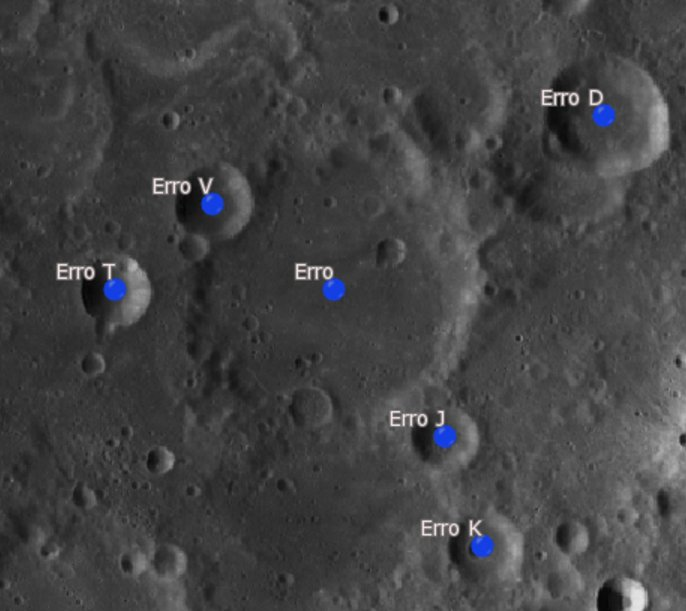
卫星坑图，月球勘测轨道飞行器拍摄。

| 埃罗 | 纬度   | 经度     | 直径    |
| ---- | ------ | -------- | ------- |
| D    | 6.8° N | 100.5° E | 30 公里 |
| J    | 4.6° N | 99.4° E  | 15 公里 |
| K    | 3.8° N | 99.6° E  | 17 公里 |
| T    | 5.6° N | 96.9° E  | 16 公里 |
| V    | 6.3° N | 97.8° E  | 18 公里 |

## 另请参阅
- Andersson, L. E.; Whitaker, E. A. . NASA RP-1097. 1982.
- Blue, Jennifer. . USGS. July 25, 2007  [2007-08-05]. （原始内容存档于2012-04-08）.
- Bussey, B.; Spudis, P. . New York: Cambridge University Press. 2004. ISBN 978-0-521-81528-4.
- Cocks, Elijah E.; Cocks, Josiah C. . Tudor Publishers. 1995. ISBN 978-0-936389-27-1.
- McDowell, Jonathan. . Jonathan's Space Report. July 15, 2007  [2007-10-24]. （原始内容存档于2012-05-26）.
- Menzel, D. H.; Minnaert, M.; Levin, B.; Dollfus, A.; Bell, B. . Space Science Reviews. 1971, 12 (2): 136–186. Bibcode:1971SSRv...12..136M. doi:10.1007/BF00171763.
- Moore, Patrick. . Sterling Publishing Co. 2001. ISBN 978-0-304-35469-6.
- Price, Fred W. . Cambridge University Press. 1988. ISBN 978-0-521-33500-3.
- Rükl, Antonín. . Kalmbach Books. 1990. ISBN 978-0-913135-17-4.
- Webb, Rev. T. W.  6th revised. Dover. 1962. ISBN 978-0-486-20917-3.
- Whitaker, Ewen A. . Cambridge University Press. 1999. ISBN 978-0-521-62248-6.
- Wlasuk, Peter T. . Springer. 2000. ISBN 978-1-85233-193-1.